# Gáspár Imre (karikaturista)
Gáspár Imre (Dunakeszi, 1947. november 30. – 2024. február 11.) magyar karikaturista, grafikus, tervezőszerkesztő, tipográfus, szaktanár. Szignója: GÁSPÁR.

## Életpályája
Az egyik legismertebb magyar portrékarikatúra rajzoló művész. 1968-ban nyomdai montírozó-fénymásoló, 1989-ben nyomdai retusőr képesítést szerzett. 1972–1975 között a MÚOSZ Akadémia hallgatója, tördelőszerkesztőként végzett. 1988–1990 között az Iparművészeti Főiskolán felsőfokú tipográfus képesítést szerzett. 
1968-tól a Kossuth Nyomdában dolgozott. 1975-től a Lapkiadó Vállalat, majd 1977–1989 között a Móra Könyvkiadó volt a munkahelye. 1989–1991 között a Reform című hetilap, majd, az Európa Magazin, az Új Magyarország, Ufómagazin, Vasárnap Reggel és a Német-Magyar Képző Központ voltak a munkahelyei. 
Karikatúrái 1967-től jelentek meg az Ifjúsági Magazin, a Ludas Matyi, a Füles és más lapokban. Portrékarikatúráival az ábrázolt személyek jellemző vonásait lendületesen, tiszta vonalakkal fejezi ki. Számos kiállításon szerepeltek rajzai, készített könyvillusztrációkat is.

## Kötetei
- Winkler Gábor: Barangolás az operák világában kezdőknek, haladóknak és megszállottaknak I-IV. kötet, ill. Gáspár Imre (Tudomány Kiadó, 2004)
- Fejvadász; szerzői, Budapest, 2006
- Képsor. Ötven híres operakomponista; Aquila Műhely, Budapest, 2008
- Gáspár Imre; Ábra, Budapest, 2011 (Névjegy)
- Képsor. Negyven híres magyar festőművész; szerzői, Dunakeszi, 2013
- Operett. Szubjektív kalauz egy varázslatos világban, 1-2.; ill. graf. Gáspár Imre; Tudomány, Budapest, 2013
- Képsor. Negyven híres magyar író és költő; szerzői, Dunakeszi, 2013
- Képsor. A magyar könnyűzene sztárjai anno...; szerzői, Dunakeszi, 2014
- Magyar Miklós–Gáspár Imre: Képsor. A jazz- és blues-zene külföldi és hazai csillagai; szerzői, Dunakeszi, 2017

## Kiállításaiból
- Vízivárosi Galéria (Budapest, 1974)
- Gáspár Imre karikaturista portrérajz-kiállítása – Gutenberg Galéria (Budapest, 1985)[2]
- József Attila Művelődési Központ (Dunakeszi 2007, 2009, 2010)
- Édes zafír blues új rongyokkal – A Colosseum csoport kiállítása, (Újpest Galéria 2017)[3]
- „Allegro Barbara – Egy hallhatatlan dallammal" (Farkas Ferenc Művészeti Iskola, Dunakeszi, 2018) (Magyar Miklóssal közös kiállítás) [4]

## Díjai
- 1977 – Luigi Mari-díj, Tolentino
- 1977 – Humorfesztivál Érem
- 2009; 2011 – Excellency Prize, Románia

## Publikációi
- Ifjú Nyomdász (1967–1968)
- Ifjúsági Magazin (1967–1971)
- Vigyázat, a humor mögött pénz van (1968)
- Ludas Matyi (1968–1986)
- Élet és Irodalom (1969)
- Magyar Ifjúság (1969–1985)
- Világ Ifjúsága (1969)
- Bakfity (1972)
- Hanglemez Magazin (1972)
- Rádió és Tévé Újság (1972)
- Filmszem (1976)
- Álomcsapat (1977)
- Lobogó (1977)
- Hétfői Hírek (1985)
- Peti Műsor Szilveszter (1977)
- Füles (1977)
- Szúr (1988)
- Ludas Matyi Évkönyv (1983 – 1990)
- Nyári Örömök (1984)
- Diáknaptár (1985)
- Tévé Magazin (1987)
- Tollasbál (1987)
- Mikroszkóp Újság (1988)
- Szúr–Magazin (1988)
- Népszabadság (1989)
- Új Szabad Száj (1989–1991)
- 3. Országos Biennálé (1987)
- Füles Évkönyv (1977–1995)
- Magyar Szó (1990)
- Kobak (1992–1998)
- Ufomagazin (1992–2000)
- Extra Ludas (1992)
- Elefánt (1995)
- Ludas Matyi (1996–1999)
- Vasárnap Reggel (2000–2006)